# Municipalità distrettuale di Bojanala Platinum
La municipalità distrettuale di Bojanala Platinum (in inglese Bojanala Platinum District Municipality) è un distretto della provincia del Nordovest e il suo codice di distretto è DC37. La sede amministrativa e legislativa è la città di Rustenburg e il suo territorio si estende su una superficie di 18.331 km² .
La parola Bojanala vuole dire “il turismo” in lingua Setswana. L'economia del distretto è rappresentata prevalentemente dalle miniere di platino, da cui il termine Platinum.

## Geografia fisica

### Confini
La municipalità distrettuale di Bojanala Platinum confina a nord con quella di Waterberg (Limpopo), a est con quella di Tshwane (Gauteng), a sudest con quella di West Rand (Gauteng), a sud con quella di Dr Kenneth Kaunda e a est con quella di Ngaka Modiri Molema.

### Suddivisione amministrativa
Il distretto è suddiviso in 5 municipalità locali:
- municipalità locale di Kgetlengrivier (NW374)
- municipalità locale di Madibeng (NW372)
- municipalità locale di Moses Kotane (NW375)
- municipalità locale di Moretele (NW371)
- municipalità locale di Rustenburg (NW373)